# Momir Ilić
Momir Ilić (en serbe cyrillique : Момир Илић), né le 22 décembre 1981 à Aranđelovac, est un joueur de handball serbe évoluant au poste d'arrière gauche. Il mesure 2,00 mètres et pèse 100 kilos. Après avoir évolué pendant 4 saisons dans le club allemand du THW Kiel, il joue depuis 2013 dans le club hongrois Veszprém KSE. Il joue également dans l'équipe nationale de Serbie dont il est le capitaine.

## Biographie
En 2012, il obtient la médaille d'argent lors du Championnat d'Europe 2012 disputé en Serbie. Sa sélection s'incline en finale face au Danemark sur le score de 21 à 19, rencontre qu'il termine avec deux buts marqués sur onze tentatives. Sur l'ensemble du tournoi, il inscrit trente-quatre buts avec un pourcentage de réussite de 47 %. Il est désigné meilleur joueur de la compétition.

## Palmarès

### Club
Compétitions internationales
- Vainqueur de la Ligue des champions (2) : 2010, 2012 (avec THW Kiel)
  - Finaliste en 2015, 2016 (avec Veszprém KSE)
- Vainqueur de la Coupe de l'EHF (1) : 2009 (avec VfL Gummersbach)
- Vainqueur de la Coupe du monde des clubs (1) : 2011
  - Finaliste : 2012
- Vainqueur de la Ligue SEHA (2) : 2015, 2016

Compétitions nationales
- Vainqueur du Championnat d'Allemagne (3) : 2010, 2012 et 2013
  - Vice-champion en 2011
- Vainqueur de la Coupe d'Allemagne (3) : 2011, 2012 et 2013
- Vainqueur de la Supercoupe d'Allemagne (2) : 2011 et 2012
- Deuxième du Championnat de Slovénie : 2007
- Vainqueur du Championnat de Hongrie (5) : 2014, 2015, 2016, 2017, 2019
- Vainqueur de la Coupe de Hongrie (5) : 2014, 2015, 2016, 2017, 2018

### Sélection nationale
- Championnat d'Europe
  -  Médaille d'argent Championnat d'Europe 2012,  Serbie

### Distinctions personnelles
- Élu meilleur joueur du Championnat d'Europe 2012[4]
- Joueur serbe de l'année 2012
- Meilleur buteur du championnat de Serbie-et-Monténégro en 2004
- Meilleur buteur de la Coupe de l'EHF 2008-2009
- Meilleur buteur de la Ligue des champions en 2013-2014 et 2014-2015
- Élu meilleur arrière gauche de la Ligue des champions en 2015-2016 et 2015-2016